# ناصر الدين (صفد)
ناصر الدين، هي قرية مهجرة في شمال فلسطين، وتقع غرب الجنوب الغربي من بلدة طبرية، حيث تبعد عنها نحو 7 كم عن طريق الناصرة– طبرية التي منها 4 كم طريقًا معبدة. سميت بهذا الأسم نسبةً إلى ولي له مقام شمالي القرية، وهو من شهداء الحروب الصليبية.

## موقع القرية
أنشئت قرية ناصر الدين في القسم الشرقي من جبال الجليل الأدنى فوق سفح يطل على الشرق، أي على بحيرة طبرية، على ارتفاع 75م عن سطح البحر. تتميز السفوح الواقعة في غرب وشمال غرب وشمال القرية بشدة انحدارها، ويقع تل ماعون الذي يرتفع 200م عن سطح البحر على بعد نحو كيلومتر واحد إلى الغرب من القرية، وعليه مقام الشيخ قدومي أحد شهداء الحروب الصليبية.
تبعد القرية نحو كيلومترين على شاطئ بحيرة طبرية الغربي. يبدأ بعد نحو كيلومتر واحد من جنوبها الغربي وادي حجة رافد وادي الفجاس أحد روافد نهر الأردن، ومن شرقها تبدأ عدة أودية صغيرة تنتهي في بحيرة طبرية. من ينابيع القرية عين التينة الواقعة في شرقها مباشرة، عيون البيار الواقعة في جنوبها الشرقي وعين الكلب الواقعة في جنوبها.
الامتداد العام للقرية من الشمال إلى الجنوب ومساكنها متباعدة. كان فيها 35 مسكنًا في عام 1931، وفي عام 1945 بلغت مساحة أراضيها وأراضي قرية المنارة الواقعة على بعد 3 كم من جنوبها الشرقي نحو 6,797 دونمًا تملك اليهود منها 1,410 دونمات، أي 20,7%. كان في قرية ناصر الدين 109 نسمات من العرب في عام 1922، وارتفع العدد إلى 179 نسمة في عام 1931 ثم انخفض إلى 90 في عام 1945، وفي 1948 أزالها اليهود من الوجود.
لم يكن في القرية أي نوع من الخدمات، اعتمد اقتصادها على الزراعة وتربية الماشية.

## احتلال القرية وتطهيرها عرقيًا
كثيرًا ما كانت الهاغاناه قبل احتلال مدينة ما إلى احتلال القرى القريبة منها لتجعلها عبرة فتستثير الخوف في صفوف سكان المدينة، وتستجر سيلًا من اللاجئين. استعمل هذا التكتيك في الاستيلاء على طبرية. كانت ناصر الدين هي القرية التي انتقيت لعرض القوة والبطش، ففي 11 أو 12 نيسان \ أبريل 1948، قامت فصيلتان من لواء غولاني كانتا ترابطان في الحي اليهودي في طبرية، بالزحف إلى القرية. يقول المؤرخ الإسرائيلي بيني موريس أنّ «نفرًا من غير المقاتلين قتل فيما بعد فيما يبدو، ودمّرت بعض المنازل مما جعل السكان يفرّون في معظمهم إلى لوبيا أو إلى طبرية التي نقلهم الجنود البريطانيون منها إلى لوبيا».
ثمة المزيد من التفصيلات في رواية هجوم نيسان \ أبريل يورده مصدران فلسطينيان؛ المؤرخ الفلسطيني نافذ نزال يستشهد بشهود عيان يقولون أن منازل القرية كلّها دمرت، وأنّ بعض السكان (وفي جملته أطفال ونساء) قتل والباقي طرد وهو يورد أسماء سبعة من السكان الذين لقوا مصرعهم في القتال. كذلك يذكر المؤرخ الفلسطيني عارف العارف أنّ عشرة أشخاص قتلوا وان منازل القرية أحرقت. كما يقول بلاغ رسمي بريطاني أوردته صحيفة (فلسطين) اليومية أنّ ثمانية رجال وامرأة وعددًا غير محدّد من الأطفال لقوا مصرعهم في القتال وتؤكد الصحيفة أن المغيرين نسفوا المنازل الحجرية، وأحرقوا المنازل المبنية بالطين وعمل وصول اللاجئين المروعين على إضعاف معنويات السكان في طبرية. أدى احتلال القرية فعلَا إلى عزل طبرية عن قرية لوبيا الكبيرة ويزعم موريس أنّ بعض السكان مكثوا في القرية حتى بعد سقوطها وأنّهم أكرهوا على الرحيل في نيسان \أبريل ولا يعرف شيء عن ظروف ترحيلهم.

## القرية اليوم
لم يبق من القرية أثر. أنشئت في موقع القرية وعلى جزء من أراضيها أبنية سكنية تابعة لمدينة طبرية وبقي بعض أجزاء من القرية خاليًا من العمران، ويستخدمه الإسرائيليون مرعى للمواشي.

## المستعمرات الإسرائيلية على أراضي القرية
يقوم جزء من مدينة طبرية على موقع القرية.